# Mighty Mike Cuozzo
Mighty Mike Cuozzo è il primo album (come leader) del sassofonista jazz Mike Cuozzo, pubblicato dalla Savoy Records nel 1956.
I brani del disco furono registrati il 22 novembre 1955 al Rudy Van Gelder Studio di Hackensack, New Jersey (Stati Uniti).

## Tracce
Lato A
1. There'll Never Be Another You – 3:56 (Mack Gordon, Harry Warren)
2. What Is This Things Called Love – 4:47 (Cole Porter)
3. Nancy – 4:53 (James Van Heusen, Phil Silvers)
4. Walk Up – 5:11 (Bill Evans)

Durata totale: 18:47
Lato B
1. An Evening at Papa Joe's – 9:34 (Jo Jones)
2. Undersided – 6:13 (Ronnie Ball)

Durata totale: 15:47

## Musicisti
- Mike Cuozzo - sassofono tenore
- Eddie Costa - vibrafono
- Ronnie Ball - pianoforte
- Vinnie Burke - contrabbasso
- Kenny Clarke - batteria